# Tinariwen
Tinariwen, in het Tamasheq, de taal van de Toeareg, Woestijnen, is een Malinees-Berberse band. De naam is een afkorting van de oorspronkelijke naam Taghreft Tinariwen, wat ontwikkeling van de woestijnen betekent. Tinariwen vermengt traditionele muziek met westerse rock en popmuziek. De songs worden voornamelijk in het Frans en Tamasheq gezongen.

## Geschiedenis
De leden van de band zijn van Toeareg komaf en stammen van een generatie die in de jaren zestig hun toevlucht vanuit de Sahelregio naar de noordelijk gelegen steden hebben gezocht, omdat ze door droogte niet meer konden voorzien in hun bestaansminimum.
De band werd in 1982 in een Libisch kamp opgericht waar Toeareg een militaire training kregen. Een deel van de bandleden was actief in de vrijheidsstrijd voor de nomadenbevolking. Pas sinds de beëindiging van een opstand in Mali in 1996 houden ze zich uitsluitend bezig met het maken van muziek. In hun teksten zijn ze altijd politiek geëngageerd gebleven.
Jarenlang verspreidde de band zijn muziek via audiocassettes en genoot daarmee regionale bekendheid. De band verwierf internationale bekendheid na hun optreden tijdens het Festival au Désert in 2001. Ze traden vervolgens op in Europa en de Verenigde Staten.
De Franse filmmaker Jérémie Reichenbach maakte een documentaire over de groep die in 2005 verscheen onder de titel Teshumara, les guitares de la rébellion touareg.

## Prijzen
- In 2005 ontving Tinariwen een BBC Radio 3 Award for World Music in de categorie Afrika.
- In 2008 ontving Tinariwen een Praetorius Musikpreis in de categorie Internationale vredesmuziekprijs, een prijs die jaarlijks door de Duitse deelstaat Nedersaksen wordt uitgereikt.
- In 2012 ontving Tinariwen een Grammy Award in de categorie Best World Music Album voor het album Tassili.
- In 2012 ontving Tinariwen een Songlines Music Award in de categorie Beste groep.[1]

## Discografie

### Albums
| Album met eventuele hitnotering(en) in de Nederlandse Album Top 100 | Datum van verschijnen | Datum van binnenkomst | Hoogste positie | Aantal weken | Opmerkingen |
| ------------------------------------------------------------------- | --------------------- | --------------------- | --------------- | ------------ | ----------- |
| Ténéré                                                              | 1992                  | -                     |                 |              |             |
| Bamako                                                              | 1993                  | -                     |                 |              |             |
| The radio tisdas sessions                                           | 2002                  | -                     |                 |              |             |
| Amassakoul                                                          | 2004                  | -                     |                 |              |             |
| Aman iman: Water is life                                            | 05-02-2007            | 07-04-2007            | 84              | 1            |             |
| Tinariwen live in London                                            | 2008                  | -                     |                 |              | Livealbum   |
| Ishumar, musique touarèque de résistance                            | 2008                  | -                     |                 |              |             |
| Imidiwan: Companions                                                | 2009                  | 15-08-2009            | 81              | 1            |             |
| Tassili                                                             | 26-08-2011            | -                     |                 |              |             |
| Emmaar                                                              | 2014                  | -                     |                 |              |             |
| Elwan                                                               | 2017                  | -                     |                 |              |             |
| Amadjar                                                             | 2019                  |                       |                 |              |             |

| Album met hitnotering(en) in de Vlaamse Ultratop 200 albums | Datum van verschijnen | Datum van binnenkomst | Hoogste positie | Aantal weken | Opmerkingen |
| ----------------------------------------------------------- | --------------------- | --------------------- | --------------- | ------------ | ----------- |
| Imidiwan: Companions                                        | 2009                  | 15-08-2009            | 68              | 2            |             |
| Tassili                                                     | 2011                  | 10-09-2011            | 33              | 8            |             |